# Беларус-084
Беларус-084 — полноприводное самоходное шасси. Используется для перевозки грузов и других вещей.

## Конструкция

### Двигатель
На шасси МТЗ-084 устанавливались двухцилиндровые четырёхтактные бензиновые двигатели СК-12-10 с воздушным охлаждением. Номинальная мощность двигателя 9,6 кВт (12 л.с.)

### Трансмиссия
МТЗ-084 комплектовались механической ступенчатой коробкой передач с постоянным зацеплением шестерен с муфтами легкого включения. Муфта сцепления — фрикционная, многодисковая, работающая в масле. Трансмиссия с блокировкой межколёсного дифференциала переднего моста.
Шасси выпускались двух типов:
- МТЗ-084 — самоходное полноприводное шасси;
- МТЗ-084.1 — самоходное полноприводное шасси с самосвальным полуприцепом, отличающиеся от МТЗ-084 наличием гидросистемы подъёма.

## Общая характеристика
| Наименование параметра                                                 | Значение параметра     |
| ---------------------------------------------------------------------- | ---------------------- |
| Марка двигателя                                                        | СК-12-10               |
| Масса эксплуатационная, кг                                             | 504                    |
| Удельная конструкционная масса, кг/кВт, не более                       | 58,6                   |
| Агротехнический просвет, мм                                            | 270±10                 |
| Колея, мм                                                              | 600±30, 700±30, 840±30 |
| Радиус поворота при колее 700 мм, м, не более                          | 4,45                   |
| Двигатель:                                                             |                        |
| a) номинальная мощность, кВт                                           | 8.1                    |
| б) частота вращения коленчатого вала при номинальной мощности, мин⁻¹   | 3600±50                |
| в) удельный расход топлива при минимальном режиме, г/(кВт·ч), не более | 355                    |
| г) топливо                                                             | АИ-76                  |